# ذخیره‌گاه طبیعی استپنوی
ذخیره‌گاه طبیعی استپنوی (انگلیسی: Stepnoi Nature Sanctuary) یک ذخیره‌گاه و منطقه حفاظت شده در استان آستراخان کشور روسیه است.